# Generał lejtnant

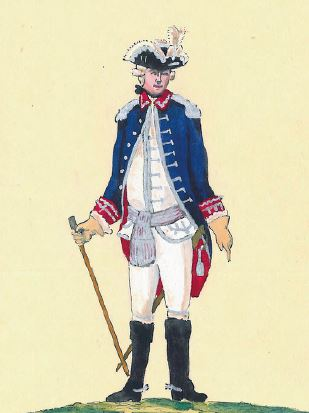
Generał lejtnant w 1775

Generał lejtnant – stopień wojskowy w różnych armiach świata. Stopień wojskowy w wojsku I Rzeczypospolitej.
W wojsku I Rzeczypospolitej generał lejtnant dowodził dywizją. Do pomocy miał generała majora komenderującego jazdą dywizji lub piechotą dywizji. Rangę generała lejtnanta miał także pisarz polny koronny.